# Карп'яно
Карп'яно (італ. Carpiano) — муніципалітет в Італії, у регіоні Ломбардія,  метрополійне місто Мілан.
Карп'яно розташований на відстані близько 470 км на північний захід від Рима, 16 км на південь від Мілана.

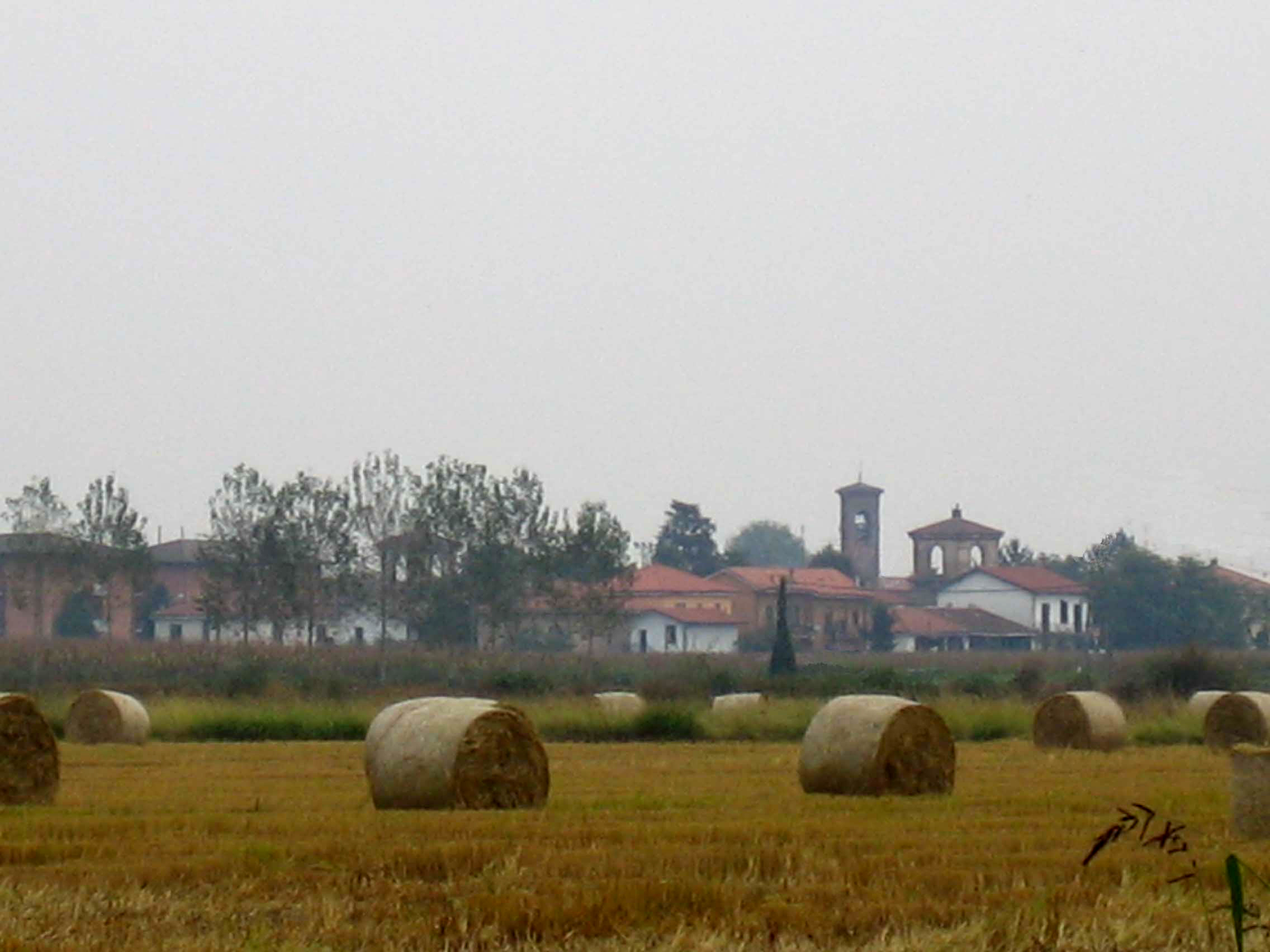

Населення — 4000 осіб (2012).

## Демографія
Населення за роками:

Станом на 1 січня 2023 року в муніципалітеті офіційно проживало 336 іноземців з 41 країни, серед них 128 громадян країн Євросоюзу та 12 громадян України.

## Сусідні муніципалітети
- Баскапе
- Черро-аль-Ламбро
- Ландріано
- Локате-ді-Трьюльці
- Меленьяно
- Сан-Джуліано-Міланезе
- Сіціано